# Chirothrips vestis
Chirothrips vestis är en insektsart som beskrevs av Ian A. Hood 1915. Chirothrips vestis ingår i släktet Chirothrips och familjen smaltripsar. Inga underarter finns listade i Catalogue of Life.